# Remigia judicans
Remigia judicans là một loài bướm đêm trong họ Erebidae.